# Георг Кристоф фон Лозенщайн
Георг Кристоф фон Лозенщайн (на немски: Georg Christoph von Losenstein; † 6 юни 1587) от род Лозенщайн, е господар на Гшвендт.

## Живот
Той е най-големият син (от 13 деца) на Дитмар V фон Лозенщайн († 1577), щатхалтер на Горна Австрия, ландес-хауптман в Австрия, и първата му съпруга Марта фон Лихтенщайн († 1556), вдовица на Йохан фон Ломнитц-Мезерич, дъщеря на Георг VI фон Лихтенщайн цу Щайрег (1480 – 1548) и Магдалена фон Полхайм (* 1497). Баща му се жени втори път на 22 септември 1560 г. в Линц за фрайин Евфемия фон Хоенфелд († 1561) и трети път през 1568 г. за фрайин Хелена фон Херберщайн (1546 – 1615). Брат е на Йохан Бернхард († 1589) и Ото Хайнрих († 1594). Полубрат е на Волфганг Зигмунд фон Лозенщайн († 1626), дворцов маршал, издигнат на имперски граф на 25 май 1623 г. в Регенсбург.
Трима от братята следват в университетите Падуа, Сиена и Болоня.
Георг Кристоф умира на 6 юни 1587 г. и е погребан във фамилната гробница в „капелата Лозенщайн“ в манастир Гарстен.
През 1692 г. родът Лозенщайн измира по мъжка линия с епископ, княз (от 1691) Франц Антон фон Лозенщайн-Гшвент (1642 – 1692).

## Фамилия
Георг Кристоф се жени на 13 ноември 1580 г. за графиня Анна Мария фон Монфор († 8 януари 1583, погребана в Гарстен), дъщеря на граф Херман IV фон Монфор в Пфанберг и Пегау († пр. 1564) и Сара фон Шерфенберг (1546 – 1566). Анна Мария е внучка на граф Георг II фон Монфор-Брегенц-Пфанберг († 1544) и принцеса Катерина Ягелонка Полска († 1548), дъщеря на полския крал Зигмунт I Стари (1467 – 1548) и бохемската му метреса Катарина Телницзенка († 1528). Те имат една дъщеря:
- Елизабет († като бебе)